# Minearbejderstrejkerne i Sovjetunionen i 1989
Minearbejderstrejkerne i Sovjetunionen i 1989 var en strejkebevægelse der indledtes af minearbejder i Vorkutaområdet i Republikken Komi. Den 2. marts gik 107 minearbejderne Severnajaminen i sultestrejke og to dage efter, den 4. marts sluttede yderligere 58 minearbejdere sig til strejken. Baggrunden for strejken var Mikhail Gorbatjovs perestrojkaprogram, der havde ført til en forværring af den økonomiske situation, med store mangler i forsyningerne til mineområderne.

## Baggrund
Gennem perestrojkaprogrammet ophævedes socialistisk ejerskab til produktionsmidlerne, der blev underlagt de kapitalistiske markedkræfter.
Dette førte til en katastrofal situation, der truede med at prisgive den sovjetiske økonomi og de øvrige socialistiske lande til det kapitalistiske markedsøkonomi.
Kulmineindustrien blev et eksempel på, hvordan perestrojka forløb. Officielt var det overordnede mål at opnå en integreret mineindustri, fuldt mekaniseret og automatiseret med den nyeste moderne teknologi, og minearbejderne blev forledt til at tro, at perestrojka betød teknologisk omstrukturering, hævelse produktiviteten og udvikling af de nødvendige ledelsesinstrumenter.
Gennem måneder havde lønudbetalinger været forsinket eller helt udeblevet.

## Strejkebevægelsens udvikling
Strejkebevægelsen indledtes af en enkelte mine i Kuzbass. Den udløsende faktor var manglende sæbe i baderummene, hvor minearbejderne skulle vaske dagens støv af. Imidlertid udviklede kravene sig og omfattede krav om bedre madforsyninger, sikrere arbejdsforhold, flere boliger og en miljømæssig forbedring omkring minen. I løbet af en uge deltog mere end 100.000 minearbejdere i Kutznetskbækkenet i strejken.
Sideløbende blev der strejket i Donbass, hvor 20.000 minearbejdere havde nedlagt arbejdet og opstillet 42 krav, bl.a.: 
- Lønstigninger på 20 pct til aftenhold og 40 procent for natarbejde
- Anerkendelse af silikose, tuberkulose og gigt som arbejdsrelaterede sygdomme
- Alle minearbejdere skal have deres egen lejlighed inden for 10 år
- Donbass skal placeres på den prioriterede liste for fødevareforsyningen, og arbejdere dér skal forsynes med god kvalitet mad i overensstemmelse med medicinske forskrifter.[4]

I løbet af de næste måneder spredte strejken sig til de øvrige kulmineområder. I oktober rapporteredes der om 16.000 minearbejdere i strejke i Vorkutaområdet i Republikken Komi.